# Asdrúbal da Cunha
Asdrúbal Euritísses da Cunha (Bagé, 13 de fevereiro de 1899 — Pirassununga, 2 de novembro de 1971) foi um militar e político brasileiro.

## Biografia
Entrou como praça no Exército Brasileiro, em julho de 1914, ingressando depois na Escola Militar do Realengo, na cidade do Rio de Janeiro, então Distrito Federal. Declarado Aspirante, em dezembro de 1925, foi promovido ao posto de segundo-tenente, em janeiro de 1926 e a primeiro-tenente em janeiro de 1928. Em 1932, participou ativamente da Revolução Constitucionalista. Uma vez anistiado, prosseguiu sua carreira militar, sendo promovido a capitão em 1936, a major em dezembro de 1942 e a tenente-coronel em março de 1946.
Em 1949, foi nomeado prefeito de São Paulo pelo governador Adhemar de Barros, exercendo o cargo até o ano seguinte. No pleito de outubro de 1950, elegeu-se deputado estadual à Assembleia Legislativa paulista na legenda do Partido Social Progressista (PSP) e, durante seu mandato, iniciado em fevereiro de 1951, foi presidente da Assembleia, exercendo cumulativamente a presidência das comissões de Finanças, de Educação e de Serviços Civis. Promovido a coronel em janeiro de 1953, disputou nos pleitos de 1954 e 1958 uma cadeira na Assembleia Legislativa de São Paulo na legenda do PSP, obtendo nas duas ocasiões apenas uma suplência.
Em 1956, passou para a reserva, sendo então promovido a general. No Exército, comandou estabelecimentos ligados à Intendência. Foi diretor e vice-presidente do Banco do Estado de São Paulo, presidente do Conselho Municipal de Turismo e coordenador da Cachoeira das Emas Turismo (CEMATUR).
Faleceu em Pirassununga (SP) no dia 2 de novembro de 1971.
Era casado com Raimunda Cezith Moreira da Cunha, com quem teve uma filha.
Em Pirassununga, havia uma Escola Estadual, de ensino fundamental, localizada na Vila Pinheiro, com seu nome. No entanto, a Prefeitura Municipal, no ano de 2015, trouxe alguns cursos do Centro Estadual de Educação Tecnológica Paula Souza, que na cidade estavam lotados no ETEC Tenente Av Gustavo Klug, para essa escola estadual, mudando, partir de então, o nome para o mesmo da ETEC. Há, ainda, um estádio de futebol em Pirassununga, que leva o seu nome e pertence ao Esporte Clube União. Na cidade de São Paulo há uma avenida com seu nome,  Avenida General Asdrúbal da Cunha, bairro Jardim Arpoador.